# Новосілківська сільська рада (Кобринський район)
Новосілківська сільська́ ра́да (біл. Навасёлкаўскі сельсавет) — адміністративно-територіальна одиниця у складі Кобринського району Берестейської області Білорусі. Адміністративний центр — село Новосілки.

## Склад
Населені пункти, що підпорядковувалися сільській раді станом на 2009 рік:
| Населений пункт | Тип  | Населення, осіб (2009) |
| --------------- | ---- | ---------------------- |
| Більськ         | село | 625                    |
| Верхолісся      | село | 392                    |
| Забава          | село | 19                     |
| Новосілки       | село | 759                    |
| Ольховка        | село | 133                    |
| Ходиничі        | село | 194                    |

## Населення
За переписом населення Білорусі 2009 року чисельність населення сільської ради становила 2122 особи.

### Національність
Розподіл населення за рідною національністю за даними перепису 2009 року:
| Національність            | Осіб | Відсоток |
| ------------------------- | ---- | -------- |
| білоруси                  | 1960 | 92,37 %  |
| українці                  | 101  | 4,76 %   |
| росіяни                   | 51   | 2,40 %   |
| національність не вказана | 6    | 0,28 %   |
| поляки                    | 2    | 0,09 %   |
| литовці                   | 1    | 0,05 %   |
| греки                     | 1    | 0,05 %   |
| Разом                     | 2122 | 100 %    |